# ریکاردو بردالیو
ریکاردو جرومی «ریکی» بردالیو (Ricardo Jerome "Ricky" Bordallo)‏ (۱۱ دسامبر ۱۹۲۷–۳۱ ژانویه ۱۹۹۰)، سیاستمدار و بازرگان آمریکایی بود و دو دوره از ۱۹۷۵ تا ۱۹۷۹ با نائب فرمانداری رودی سابلان (Rudy Sablan) و، از ۱۹۸۳ تا ۱۹۸۷ با نائب فرمانداری ادوارد دیگو ریس (Edward Diego Reyes)، به عنوان فرماندار گوآم خدمت کرد. بردالیو به‌عنوان عضو حزب دموکرات گوآم، قبلاً از ۱۹۵۷ تا ۱۹۷۱ به عنوان سناتور در مجلس مقننه گوآم خدمت کرده بود.

## اوایل زندگی
بردالیو در ۱۱ دسامبر سال ۱۹۲۷ در هاگاتنیا گوآم بدنیا آمد. بردالیو پسر بالتازر جرونیمو «بی. جی» بردالیو (۸ اوت ۱۹۰۰–۱۰ مه ۱۹۸۴) بازرگان، و جوسیفینا توریس پانجیلینان (۱۸ دسامبر ۱۹۰۴–۲ دسامبر ۱۹۴۵) بود. بی. جی بردالیو، از سیاسیت‌مداران مشهور دههٔ ۱۹۳۰ تا دههٔ ۱۹۵۰ بود. ریکاردو بردالیو، نخستین فرزند خانواده شامل برادرش جوزف بردالیو (۱۹۳۰–۲۰۰۷) سناتور پیشین بود. ریکاردو بردالیو در دانشگاه سان فرانسیسکو تحصیل کرد و سپس به ایالت گوما برگشت و یک بازرگان موفق و فروشندهٔ خودرو شد. در میان سایر سمت‌های که وی به‌عهده داشت، یکی هم مالک «کانون کنار شهری ریکی» بود، کانون کنار شهری ریکی یک رستوران و کانون در روستای تامونینگ گوآم بود. بردالیو در اواسط دههٔ ۱۹۵۰ «شرکت خودرو ریکی» را نیز تأسیس کرد که به نخستین فروشندهٔ تویوتا در آمریکا تبدیل شد.

## زندگی شخصی
بردالیو در سال ۱۹۵۳ با مدلین زین بردالیو ازدواج کرد؛ این زوج جمعاً یک دختر بنام دوبره و یک نوه به اسم نیکلو نلسون دارند. بیوهٔ بردالیو در سال ۱۹۹۰ برای سمت فرمانداری کاندید شد اما موفق نشد و از سال ۱۹۹۵ تا سال ۲۰۰۳ به عنوان نائب فرماندار گوآم و از سال ۲۰۰۳ الی زمانی‌که نامزدی مجدد در انتخابات سال ۲۰۱۸ را از دست داد، به عنوان نمایندهٔ جزیره در مجلس نمایندگان ایالات متحده خدمت کرد.

## حرفهٔ سیاسی

### سناتور مجلسه مقننهٔ گوآم
بردالیو به‌عنوان عضو حزب مردم (سلف حزب دموکرات اسبق گوآم)، برای نخستین بار در سال ۱۹۵۶ به عضویت مجلس مقننهٔ گوآم انتخاب شد. از سال ۱۹۵۷ تا سال ۱۹۷۰ در مجلس مقننهٔ سرزمینی خدمت کرد و دو مرتبه رئیس حزب دموکرات گوآم بود. بردالیو به‌عنوان سناتور، قانونی را طرح کرد که بر مبنای آن برای نخستین بار یک کرسی غیررسمی نمایندگی از گوآم در کنگره ایالات متحده ایجاد شد.

### فرمانداری بردالیو- تایتانو (سال ۱۹۷۰)
بردالیو در نخست در انتخابات سال ۱۹۷۰ برای سمت فرمانداری کاندید شد، انتخابات سال ۱۹۷۰ نخستین انتخاباتی بود که برای مردم گوآم حق تعیین فرماندار داده شد. بردالیو همراه با سناتور ریچارد «دیک» تایتانو در برابر دو تیم فرمانداری قبلی هریک مانوئل گررو، فرماندار پیشین و نائب وی دکتر آنتونیو سی. (تونی) یاماشیتا و به همین‌گونه جواکوئیم سی. «کین» آریولا، وکیل و رئیس پیشین مجلس و وایسنتی بامبا قاضی بازنشسته و سناتور پیشین، به رقابت پرداخت. فهرست نامزدان انتخاباتی بردالیو- تایتانو در انتخابات مقدماتی، با تفاوت اندک نسبت به فهرست نامزدان انتخاباتی گررو- یاماشیتا در جایگاه نخست قرار گرفت و در انتخابات مقدماتی دور دوم برنده شد. اما، به دلیل کمپین انتخاباتی ستیزه‌جویانه حزب دموکرات، فهرست نامزدان انتخاباتی بردالیو- تایتانو در انتخابات عمومی در برابر تیم جمهوری‌خواه متشکل از نمایندگان آن زمان هریک کارلوس کاماچو و کورت مویلان، شکست خورد. با وجود این همه، انتخابات برای بردالیو پراهمیت بود، زیرا وی و دیک تایتانو، نخستین سازمان سیاسی گوآم را تحت عنوان «اجتماعات مردمی» در تمامی روستاها ایجاد کردند.

## دورهٔ فرمانداری (۱۹۷۵–۱۹۷۹)

### فرمانداری بردالیو- سابلان (۱۹۷۴)
مدلین، خانم بردالیو، نیز به‌عنوان یک کمپین کنندهٔ پرشور و خستگی ناپذیر وارد میدان شد و حامیان زیادی را برای سازمان مذکور جذب کرد. در کاندیداتوری مجدد بردالیو در انتخابات سال ۱۹۷۴، این سازمان و پایگاه حامیان آن نقش ارزشمندی داشت. مدلین بردالیو بیشتر به‌خاطر فعالیت‌های بشردوستانه‌اش مشهور بود. مدلین چندین گردهمایی فرهنگی- مدنی از جمله قطعهٔ موسیقی کامل گوآم و برنامه آموزش کودکان به شیوهٔ سوزوکی ویولن، را حمایت مالی کرد.
بردالیو در سال ۱۹۷۴ برای بار دوم همرا با ردولف «رودی» گررو سابلان برای سمت فرماندار کاندید شد. این دو در مقابل چهار فهرست نامزدان دیگر انتخاباتی دموکرات قرار گرفتند که عبارت بودند از: مانوئل گررو و معاون وی دوید دی. ال فلورز (Manuel Guerrero and running mate David D.L. Flores)؛ پدرو سی. سانچز و استیبان یو. توریس (Pedro C. Sanchez and Esteban U. Torres)؛ و جواکوئیم سی. «کین» آریولا (Joaquin C. "Kin" Arriola) و تیودور «تید» نیلسون. دیک تایتانو (Theodore "Ted" Nelson. Dick Taitano)، مدیر کمپین فهرست نامزدان انتخاباتی بردالیو- سابلان بود و سازمانی را که در سال ۱۹۷۰ راه‌اندازی کرده بود، توسعه بخشید. نقش این سازمان تعیین‌کننده بود و فهرست نامزدان انتخاباتی بردالیو- سابلان به راحتی بر سایر تیم‌های انتخاباتی دموکرات غلبه کرد.
فهرست نامزدان انتخاباتی بردالیو- سابلان، بعداً تیم انتخاباتی کاماچو- مویالان را شکست داد، این تیم توانسته بود به سختی تیم رقیب جمهوری‌خواه پاول کالفو و تونی پالومو را در انتخابات مقدماتی شکست بدهد. کالفو به‌عنوان کاندید نام نوشتنی (شخصی که اسم وی در ورقه رای دهی یا فهرست کاندیدها نیست ولی به وی رای می‌دهند) در انتخابات عمومی وارد رقابت شد و حمایت فهرست نامزدان انتخاباتی کاماچو- مویالان را به خود جلب کرد و فهرست نامزدان انتخاباتی بردالیو- سابلان با اخذ کمتر از ۶۰۰ رای از ۲۲٬۰۰۰ آرای اضافی، برنده انتخابات شد.

### نخستین دور ۱۹۷۵–۷۹
نخستین دور فرمانداری بردالیو که از سال ۱۹۷۵ تا سال ۱۹۷۹ ادامه یافت، جنجال‌برانگیز بود. وی یک شخصیت خیلی‌ها کاریزماتیک اما شدیداً جنجالی توصیف شد. شخصی بود که از بیان نظریات اش در مورد هر موضعی، هراس نداشت. در جریان مدت فرمانداریش، مسئلهٔ استقلال، ایالت شدن، وضعیت مشترک‌المنافع گوآم یا ماندن به‌عنوان یک قلمرو ایالات متحده، برای رای‌دهندگان به رای‌گری گذاشته شد. سناتور پاول بردالیو، برادر بردالیو از استقلال طرفداری کرد. رأی‌دهندگان، برای وضع موجود به‌عنوان یک قلمرو وابسته، رای دادند. بردالیو توانست مبلغ ۳۶۷ میلیون دلار را برای بازسازی خسارات طوفان تایفون، پروژه‌های بهبود سرمایه و سرمایه‌گذاری‌های دولت گوآم، فراهم نماید. یکی از این سرمایه‌گذاری‌ها بر بیمارستان یادبود گوآم صورت گرفت.

### فرمانداری بردالیو- سانچز (۱۹۷۸)
بردالیو در سال ۱۹۷۸ همراه با دکتر پدرو سی. سانچز، رئیس پیشین دانشگاه گوآم به عنوان کاندید نائب فرمانداری، برای انتخاب مجدد کاندید شد. سابلان، نائب فرمانداری، کاندیداتوری خود را در انتخابات فرمانداری اعلام کرد و در انتخابات مقدماتی ماه سپتامبر سال ۱۹۷۸ حزب دموکرات کاندید شد و نائب فرماندار وکیل جویز ایگلسیاس لئون گررو، به عنوان معاون وی شرکت کرد. بردالیو برندهٔ انتخابات مقدماتی حزب دموکرات شد و با تفاوت آرای زیاد، تیم انتخاباتی سابلان- لئون گررو را شکست داد. با وجود پیروزی در دور مقدماتی انتخابات، در انتخابات عمومی در برابر تیم انتخاباتی کالوف - آدا جمهوری‌خواه شکست خورد.

## دورهٔ فرمانداری (۱۹۸۳–۱۹۸۷)

### فرمانداری ریس- سانچز (۱۹۸۲)
بردالیو در سال ۱۹۸۲، همراه با ادی ریس، شخصیت غیر مشهور سیاسی و سرهنگ نیروهای هوایی به‌عنوان معاون خود، برای سومین بار وارد عرصهٔ سیاسی شد. بردالیو با شکست دادن کاندیدان دموکرات هریک کارل گوتیرز و چان پی. آگون در انتخابات مقدماتی حزب دموکرات، یکبار دیگر برندهٔ مقام فرمانداری شد. فهرست نامزدان انتخاباتی بردالیو/ریس با وعده بیرون کشیدن ایالت گوام از حالت کساد و تلاش برای ایجاد وضعیت مشترک‌المنافع، کالوف فرماندار آن زمان را در انتخابات‌های سال ۱۹۸۲ شکست داد.

### دورهٔ دوم ۱۹۸۳–۸۷
دوره دوم فرمانداری بردالیو از سال ۱۹۸۳ تا سال ۱۹۸۷ ادامه پیدا کرد. بردالیو در دور دوم فرمانداریش، رئیس کمیسون خودمختاری بود و در پیش‌نویش قانون مشترک‌المنافع گوآم که در ۴ ژوئن سال ۱۹۸۶ تدوین شد، پیشگام بود. بردالیو با طرح «برنامهٔ کار عالی» به مشکلات آموزشی ایالت گوام رسیدگی کرد و روی وضعیت اعتبار بخشی دانشگاه گوآم کار کرد.